# Agni (míssil)

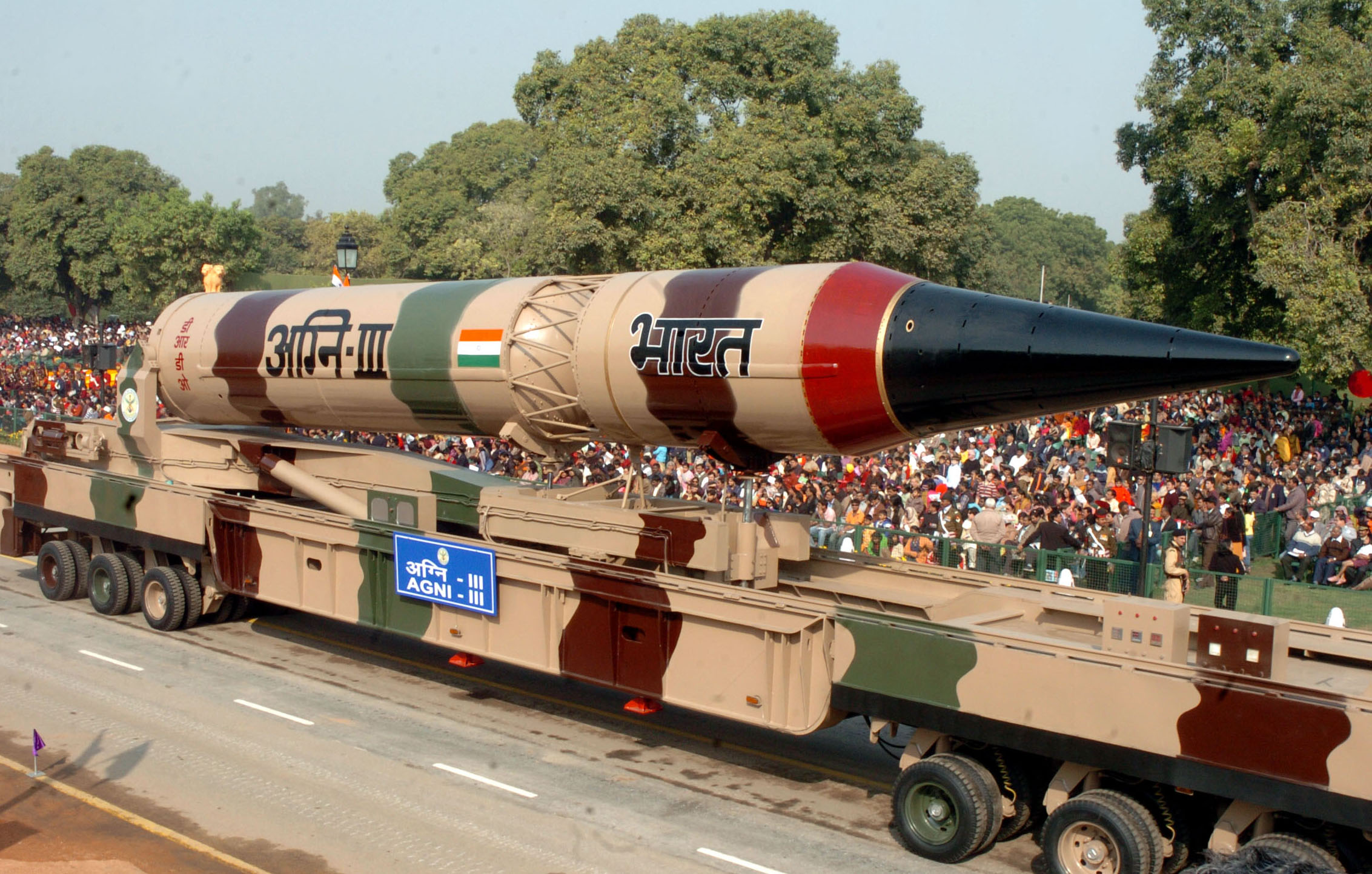
Agni-III

Míssil Agni (Sânscrito: अग्नि, Agnī, "fogo"), é uma família de mísseis balísticos, de médio alcance a intercontinentais, desenvolvida pela Índia, em homenagem a um dos cinco elementos da natureza. Os mísseis Agni de longo alcance são capazes de carregarem armas nucleares. O primeiro míssil da série, o Agni-I, foi desenvolvido sob o Programa de Desenvolvimento de Mísseis Guiados e Integrados (PDMGI) e testado em 1989. Depois de seu sucesso, o programa de mísseis foi separado da PDMGI, quando o governo percebeu a sua importância estratégica. Ele foi designado como um programa especial no orçamento de defesa indiano. Em 2008, a família de mísseis Agni era composta por três variantes, enquanto mais duas variantes estão em fase de testes.